# Secretaría Municipal de Juventud (Campo Grande)
En Campo Grande, la Secretaría Municipal de la Juventud (en portugués: Secretaria Municipal da Juventude de Campo Grande), también conocido como SEJUV, es un organismo de la administración pública, cuyo principal objetivo es desarrollar políticas públicas dirigidas a la juventud de la ciudad. SEJUV busca promover la inclusión social, el desarrollo personal y profesional, la participación cívica y la sensibilización entre los jóvenes de Campo Grande.
El trabajo de la SEJUV es de gran importancia para la comunidad local, ya que brinda a los jóvenes oportunidades de capacitación y desarrollo, preparándolos para el mercado laboral y fomentando el emprendimiento. Además, la secretaría desempeña un papel fundamental en la formación de ciudadanos conscientes y activos en la sociedad.